# Trottinette freestyle
La trottinette freestyle est une discipline sportive se pratiquant avec une trottinette renforcée (résistante aux chocs), en réalisant diverses figures acrobatiques (tricks).
Le pratiquant est appelé « rider » ou parfois « trottirider ». Ce sport se pratique sous plusieurs disciplines comme : le flat, le street, le park, la trampo scoot, le snow scoot sur la neige, la dirt scoot sur la terre ou encore la ice scoot sur la glace[réf. nécessaire].

## Historique
La trottinette freestyle provient de l'appropriation par les amateurs de trottinettes de la pratique du BMX. C'est devenu une réelle discipline sportive à partir des années 2000,. La discipline arrive en France en 2008.
En mai 2013, elle intègre officiellement la 17e édition du Festival international des sports extrêmes qui se déroule à Montpellier.
Des magazines et blogs consacrés au freestyle comme Scoot mag et Scoot nation, Trottrider-Magazine, FrenchToast magazine ou encore the RiderPost.com apparaissent partout à travers le monde. Des vêtements sont déclinés aux couleurs des marques de fabricants de trottinettes ou de magasins revendeurs.
Certains pratiquants sont aujourd'hui professionnels, supportés par les marques de trottinettes comme Ethic DTC, Apex pro scooters, Root Industries, Versatyl, Blunt, Fuzion, TSI, Tilt, Nativ, Lucky pro scooter, JP Scooter, Aztek, etc. ou par des magasins comme cdk scooter shop, sportmania.ch, grant scooter shop, prorider34, nomadeshop, the vault pro scooter, scooter hut, etc,.
Lors des Jeux Olympiques de la Jeunesse de Lausanne 2020, la trottinette a été intégrée dans les spectacles de démonstrations.

## Pratique
En France, la Fédération française de roller sports encadre la pratique. La pratique de la trottinette est moins contraignante que celle du skateboard mais reste dangereuse dans sa pratique,. Certains pratiquants débutants, par leur comportement, donnent une mauvaise image de la discipline.
Parmi les riders, certains sont mentionnés dans la presse comme Dakota Schuetz, dit Kota, champion du monde 2012.

## Style de trottinette
Le monde de la trottinette est séparé en trois grandes catégories : le style orienté park, le style street et le flat.
On appelle les pratiquants du premier style des "parkeux" (ou rider park), les pratiquants du deuxième des "streeteux" (ou rider street) et les pratiquants du troisième des "flatteux".

### Caractéristiques du style "park"
Trottinette petite et légère, type de figures différent. Les rideurs park pratiquent la trottinette uniquement dans les skateparks (sur les modules comme les quarters, les funboxs, les curbs, etc.) portent (en général) des protections.
Les parkeux ont souvent leur guidon (bar) en forme de Y

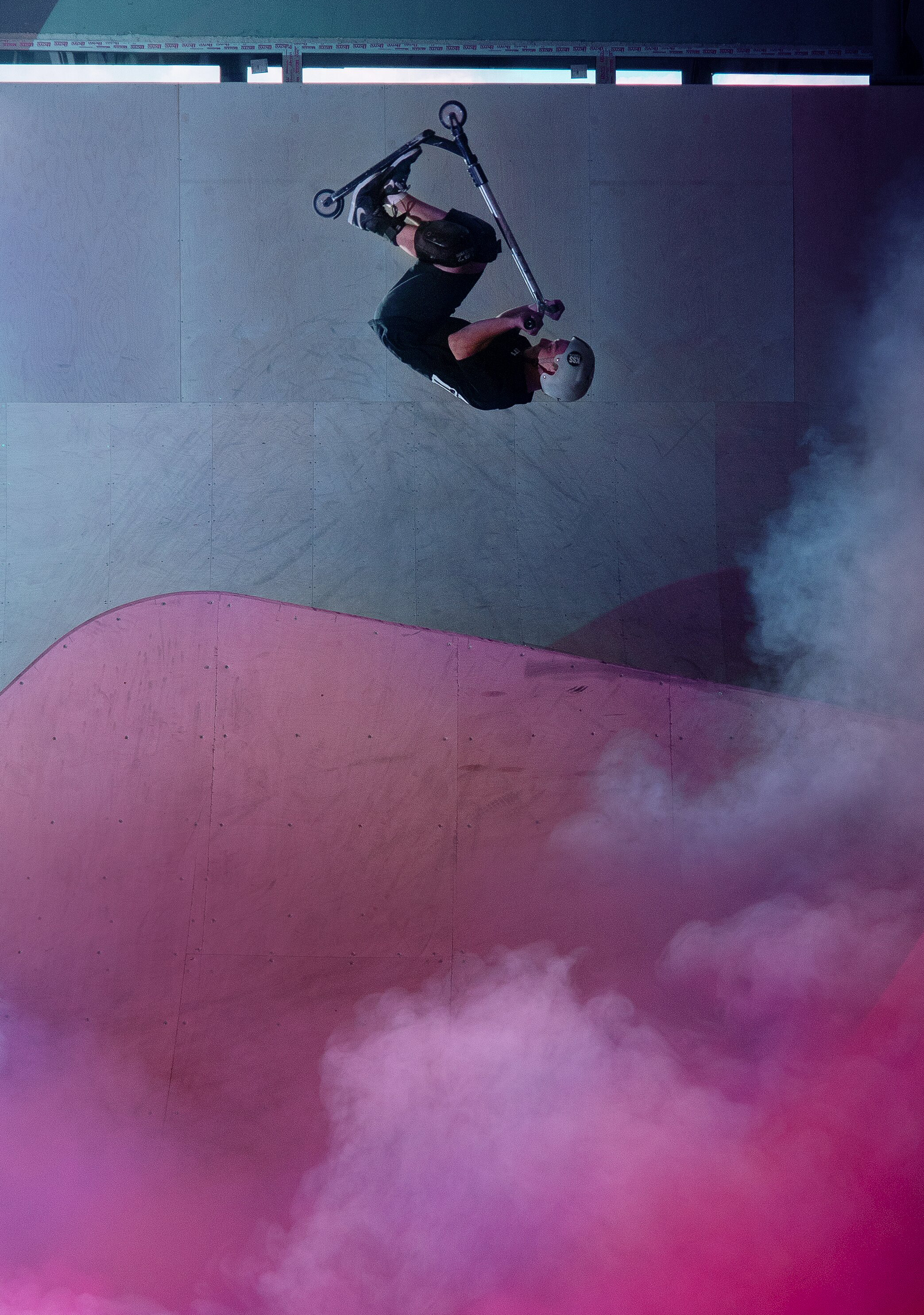
Exemple de figures
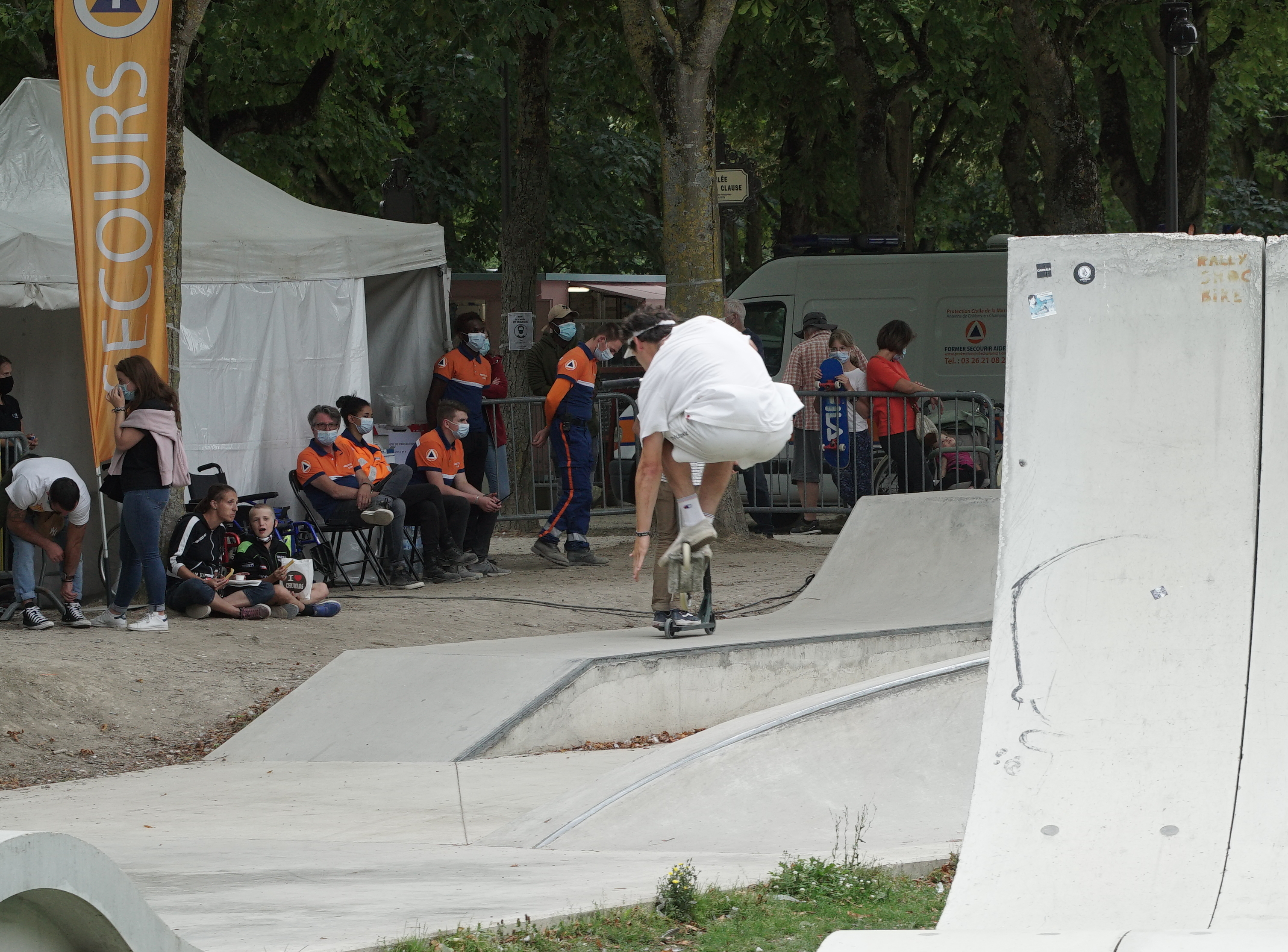
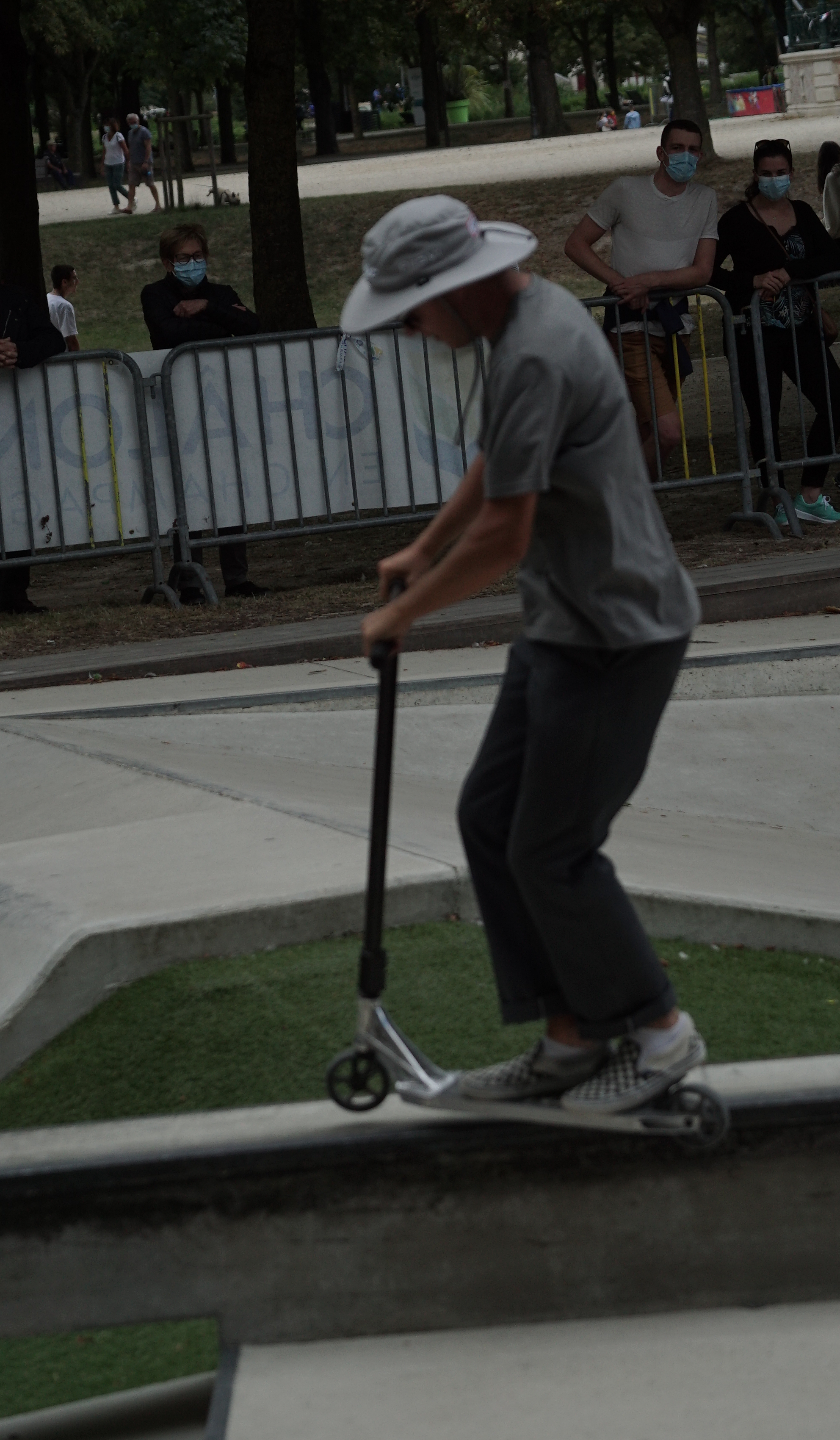
slide
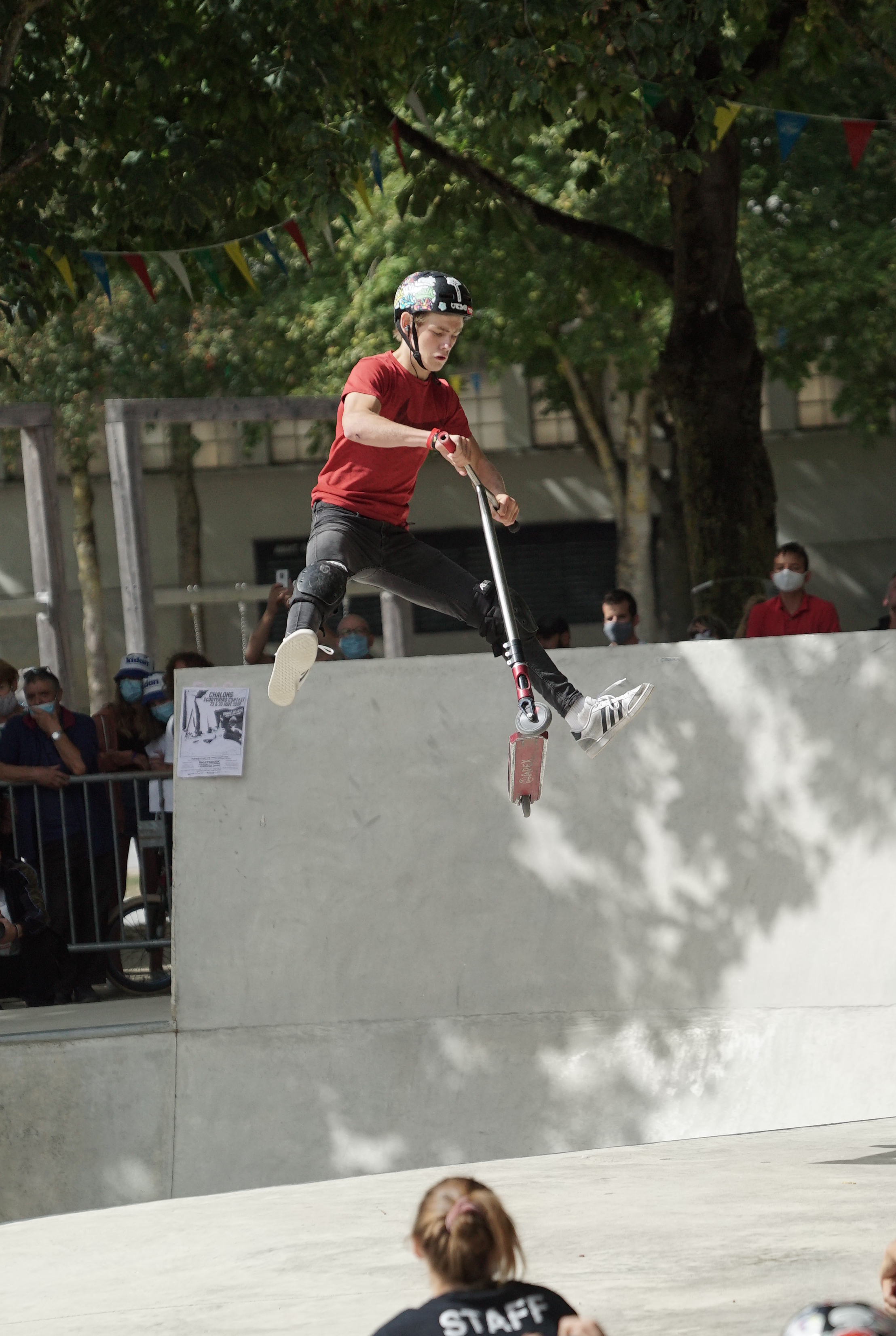
dans un bol
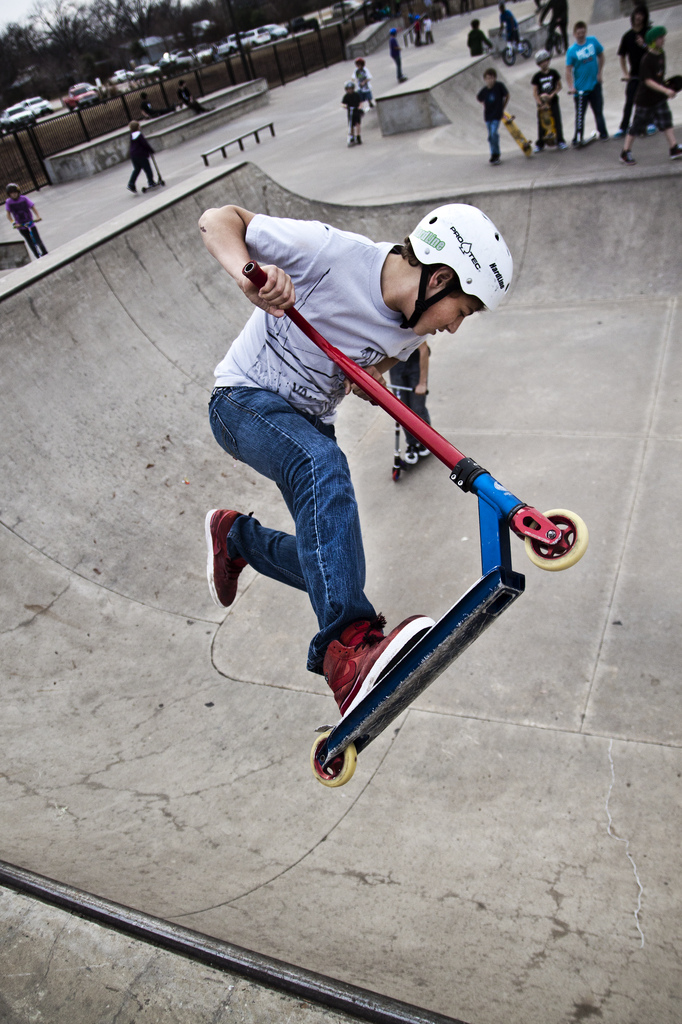
air dans un quarter
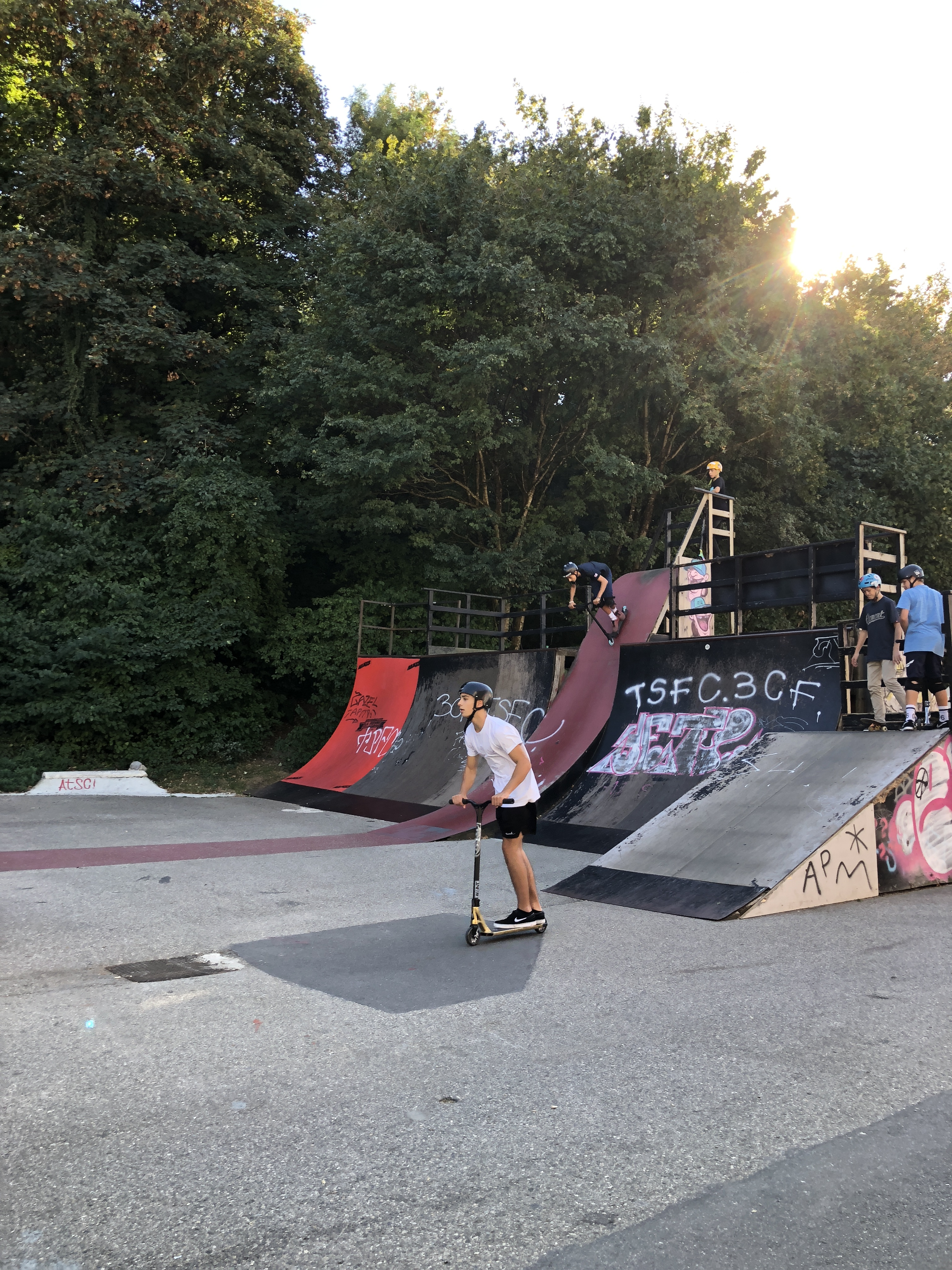
Skatepark La fièvre à Lausanne - extérieur
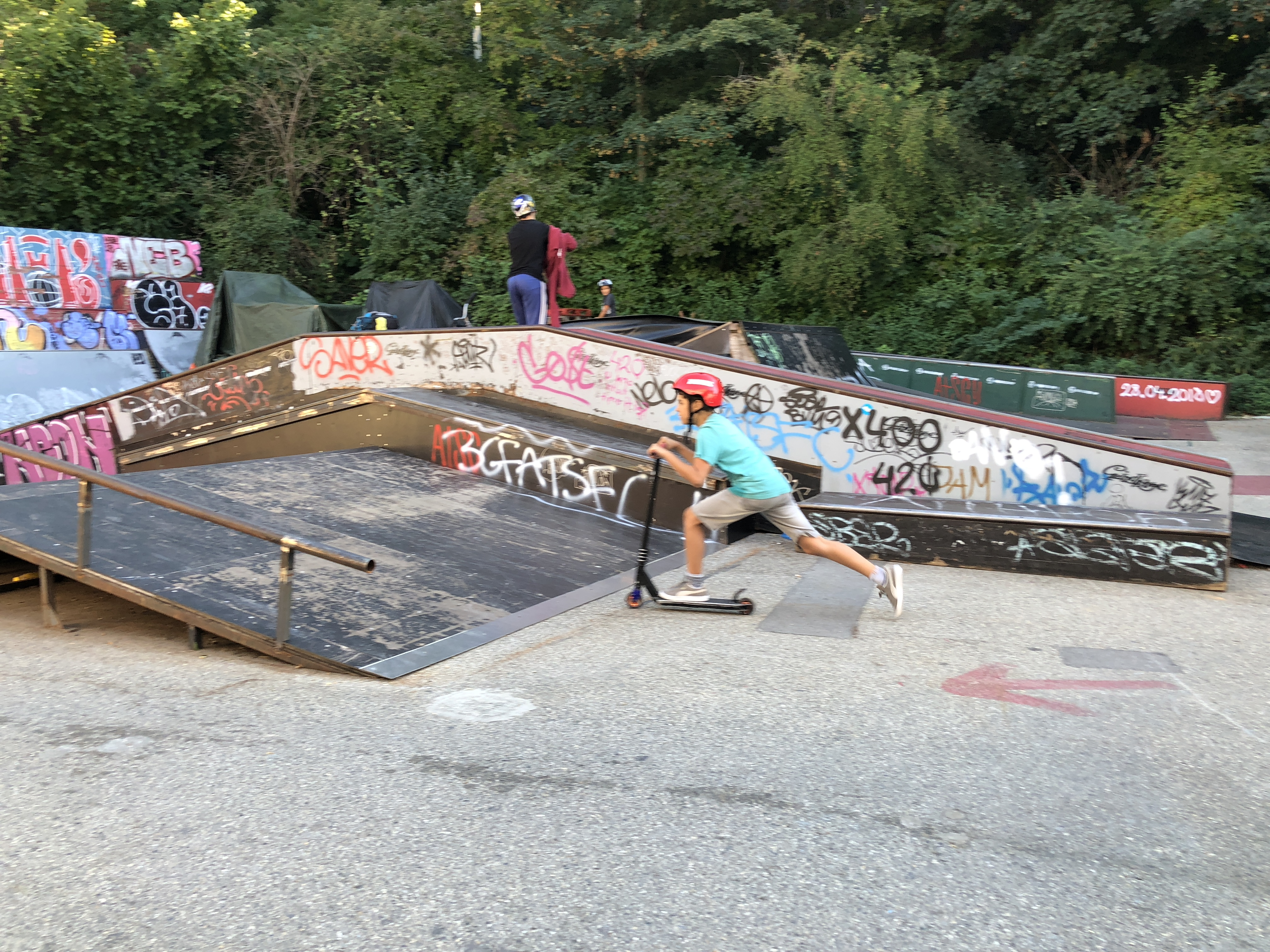
Skatepark La fièvre à Lausanne - extérieur
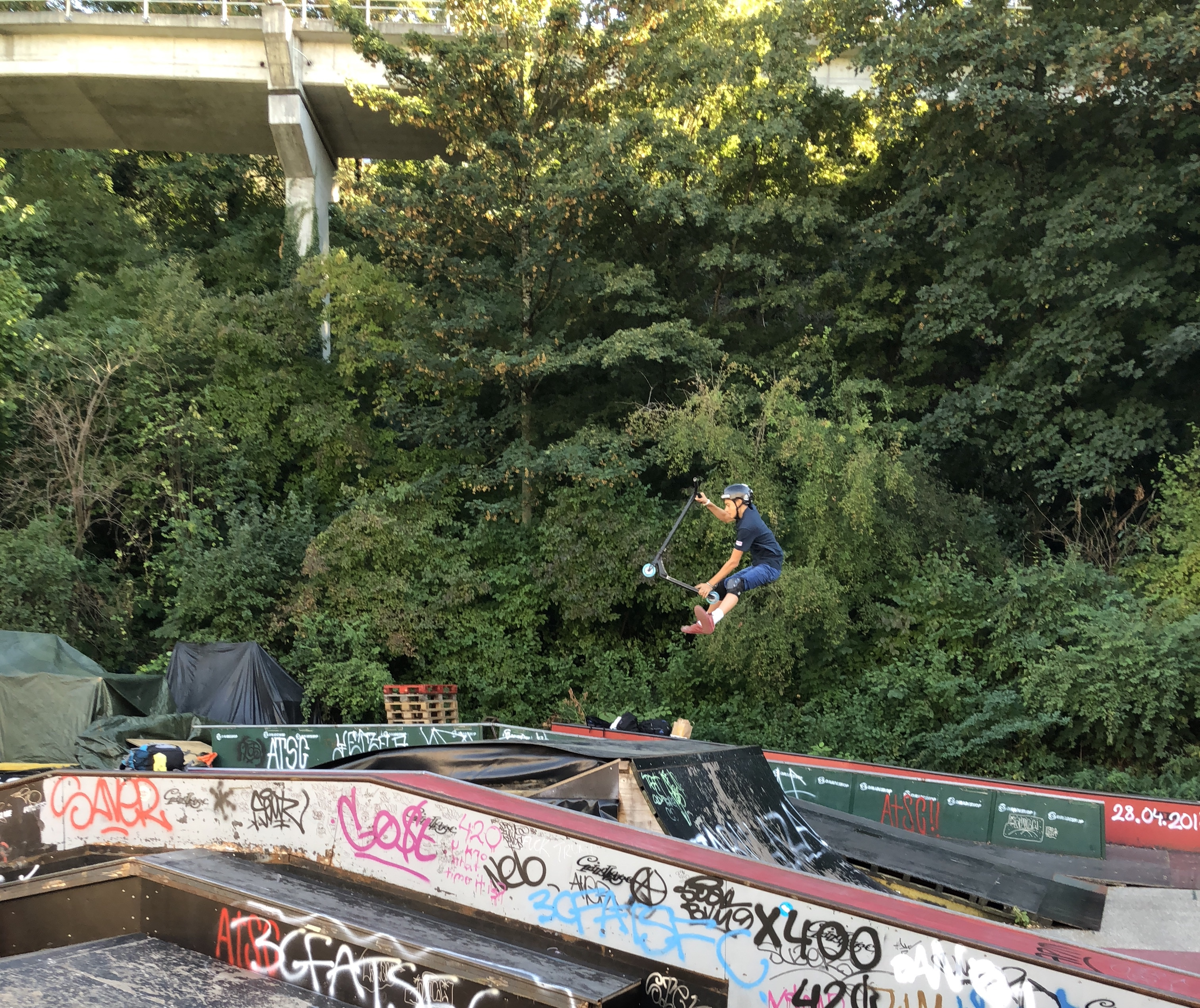
Skatepark La fièvre à Lausanne - extérieur
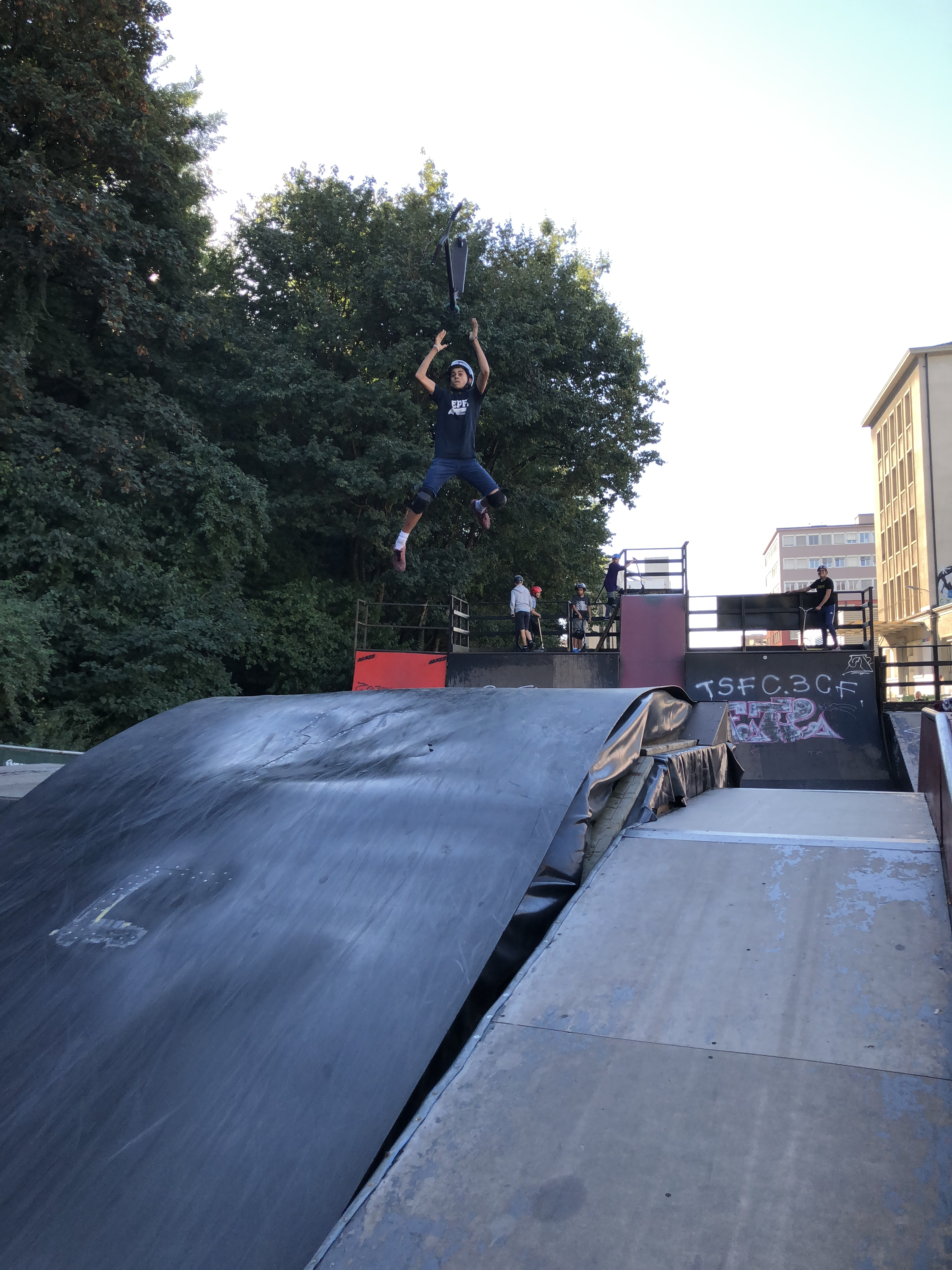
Skatepark La fièvre à Lausanne - extérieur
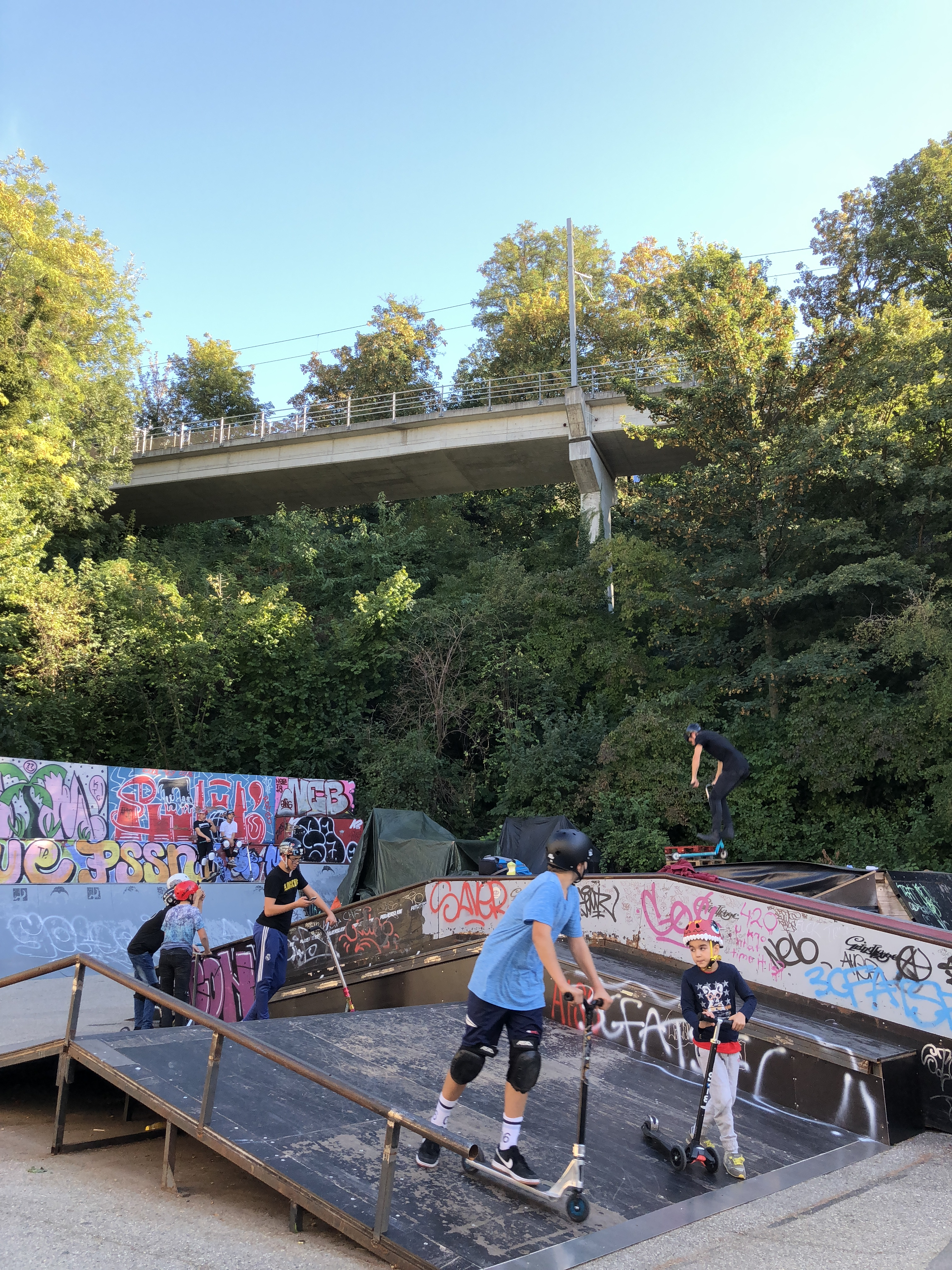
Skatepark La fièvre à Lausanne - extérieur
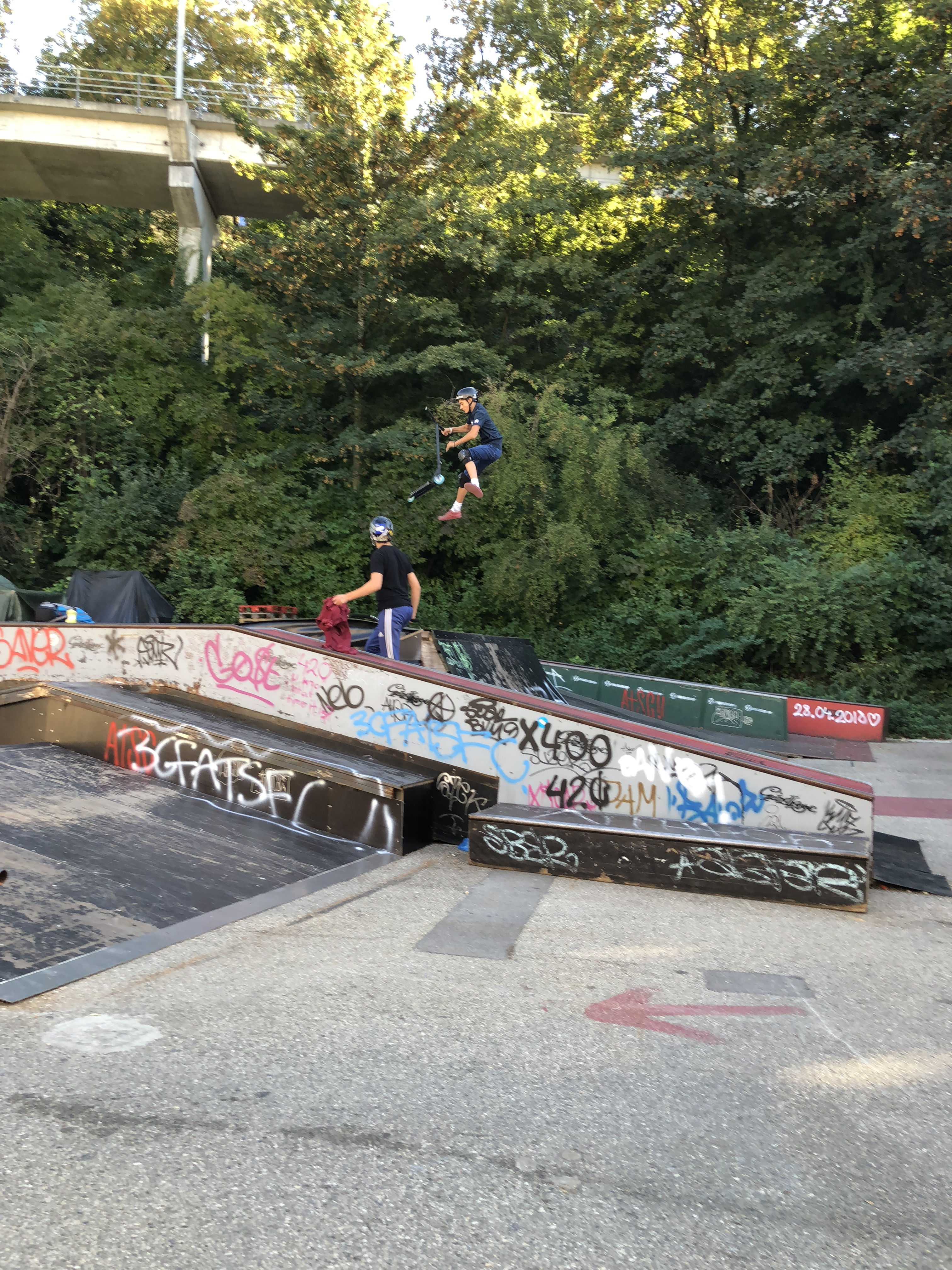
Skatepark La fièvre à Lausanne - extérieur
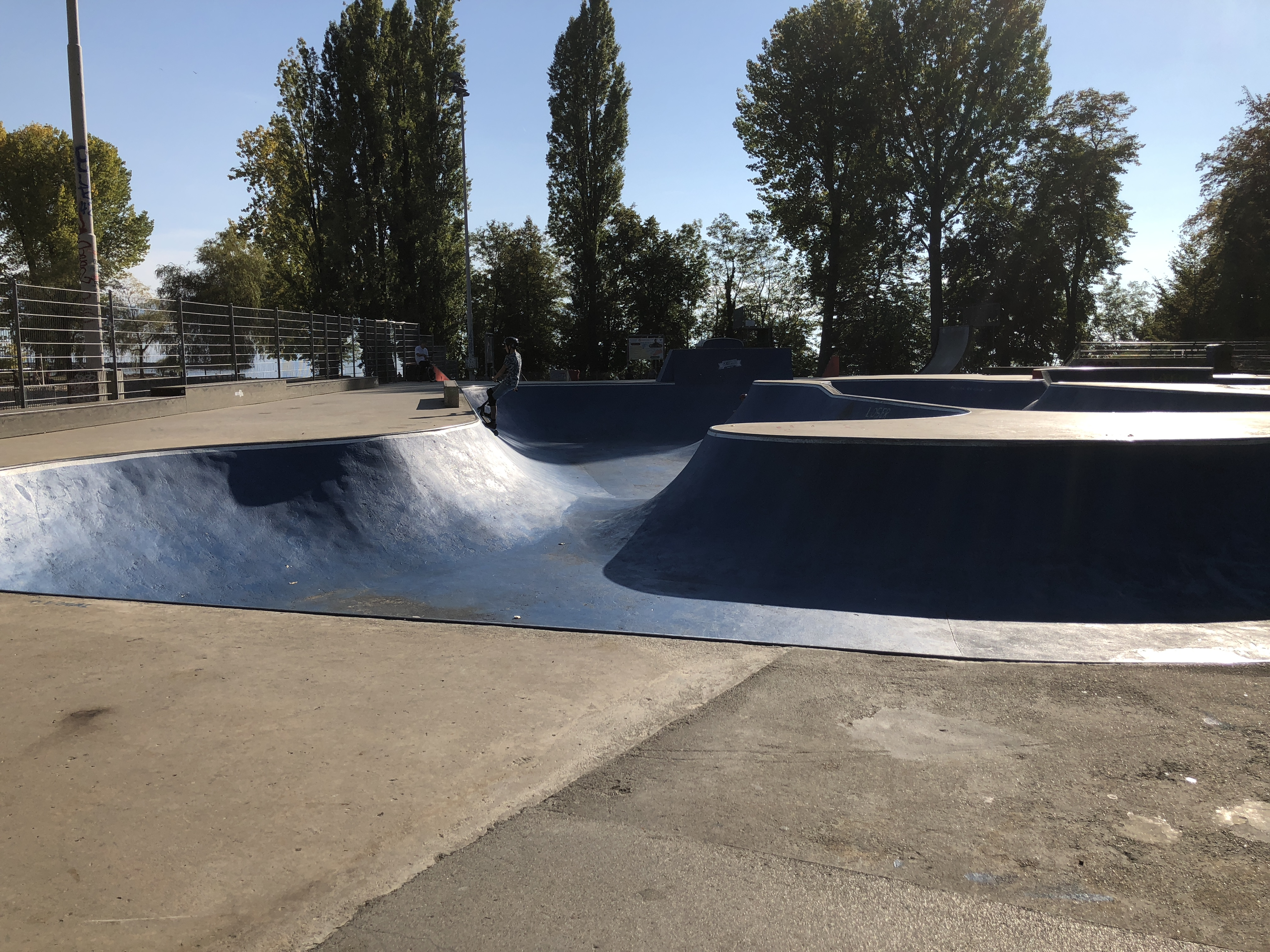
Bowl de Vidy à Lausanne
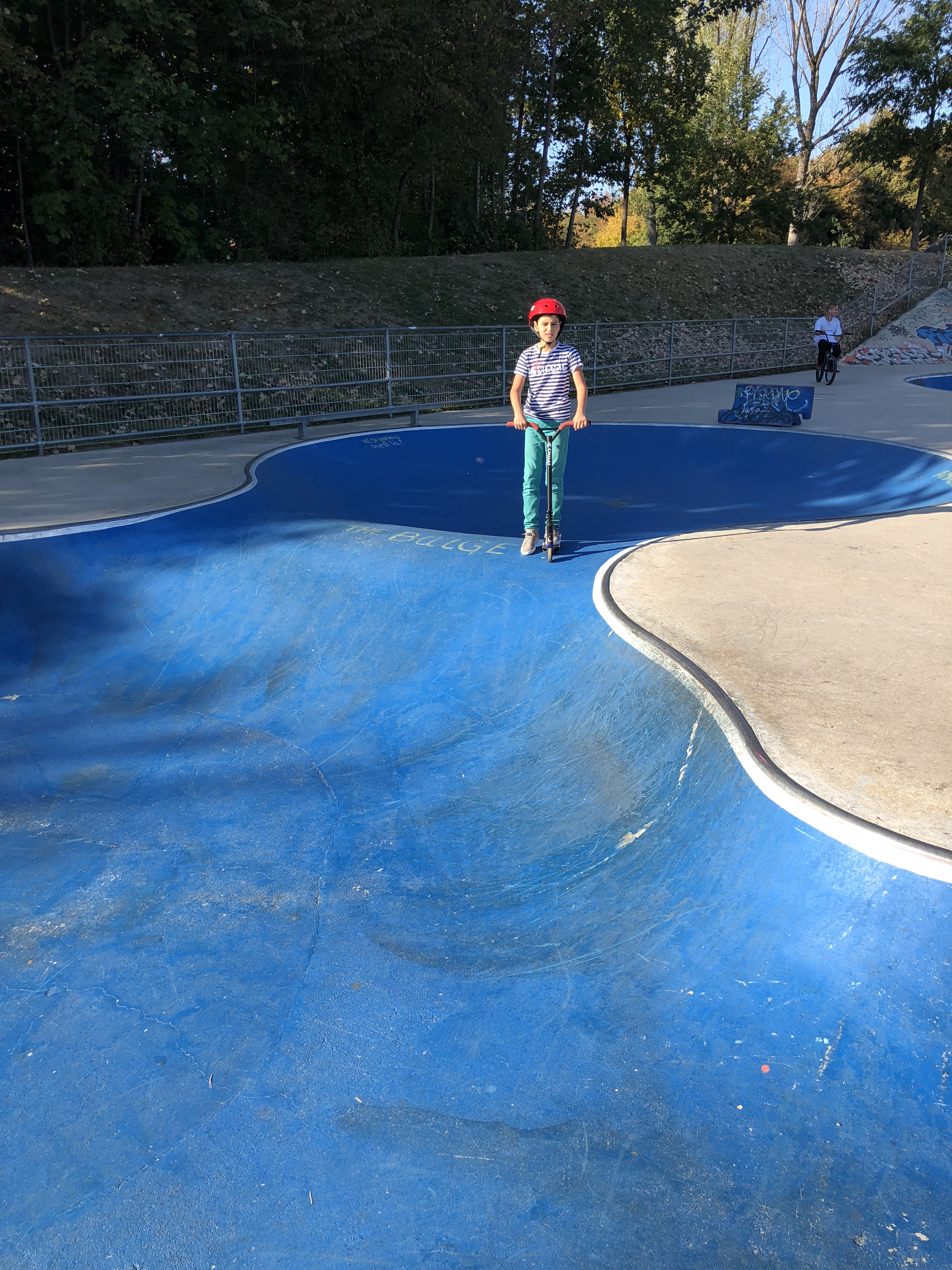
Bowl de Vidy à Lausanne 1
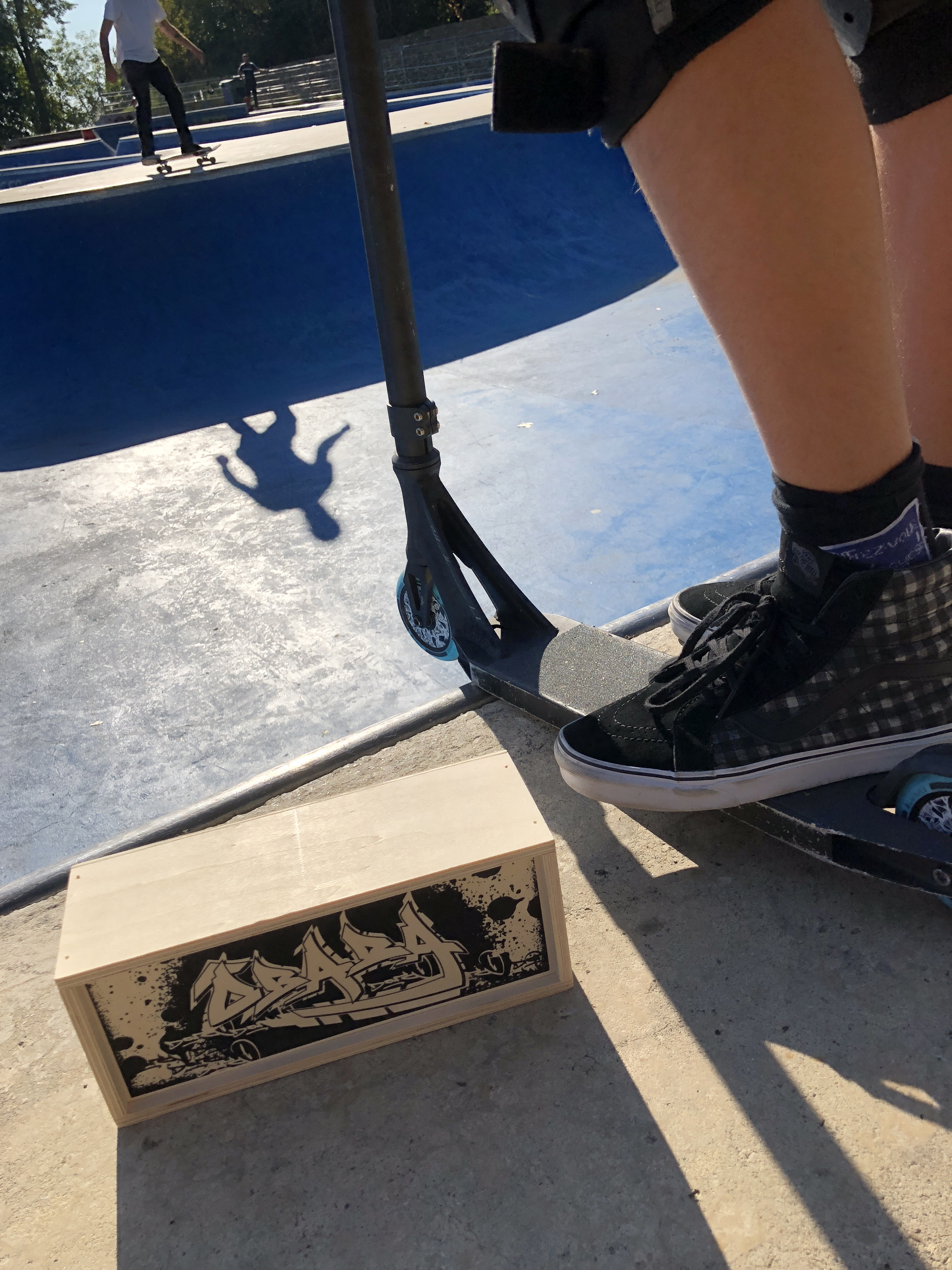
Bowl de Vidy à Lausanne 3

### Caractéristique du style "street"
Trottinette plus haute, plus large, plus solide. Les figures sont effectuées principalement sur des rails (barre de métal qui permet au rider de glisser) et des curbs ("banc" qui permet au rider de glisser). Les riders street pratiquent leur sport dans les skateparks mais aussi (comme son nom l'indique) dans la rue en utilisant le mobilier urbain (par exemple main-courante d'escalier ou alors bancs). Leur guidon est généralement sous la forme d'un T. Nous pouvons citer dans ce style des riders comme Juzzy Carter ou Charles Padel.
La société Dissidence organise depuis quelques années la compétition "Dissidence Coalition", qui oppose plusieurs équipes de riders venus du monde entier. Les riders disposent d'une semaine dans une ville commune pour filmer une vidéo regroupant les meilleures figures de chaque participant.

### Caractéristiques du style "flat"
Avec une trottinette se rapprochant de celles utilisées pour le street, les riders flat utilisent des decks larges, des barres hautes et mettent des "pegs" (petits embouts en métal se fixant de chaque côté des roues et permettant de poser ses pieds dessus). Le but du flat est d'enchaîner plusieurs figures, souvent très techniques, sur un terrain entièrement plat. Les riders comme l'américain Jon Reyes s'illustrent principalement dans ce style.

## Matériels
La trottinette est composée d'un guidon (barre) en alu, en acier ou encore en titane, de poignées, d'un collier de serrage (la majorité du temps en aluminium), d'un jeu de direction (JDD), d'un deck, de roues, d'une fourche, et d'un système de compression (SCS,IHC et HIC sont les plus utilisés mais on peut encore croiser quelques systèmes ICS),. La plupart des riders ont un frein mais beaucoup utilisent "Brakeless", une sorte de frein que l'on ne peut pas presser. Il sert uniquement à éviter de toucher la roue avec son pied arrière.
La valeur d’une trottinette peut partir d'une centaine d'euros pour l'entrée de gamme (le plus souvent assez polyvalentes, plutôt dédiées aux débutants) et dépasser plusieurs centaines voir un millier d'euros pour les plus chères.

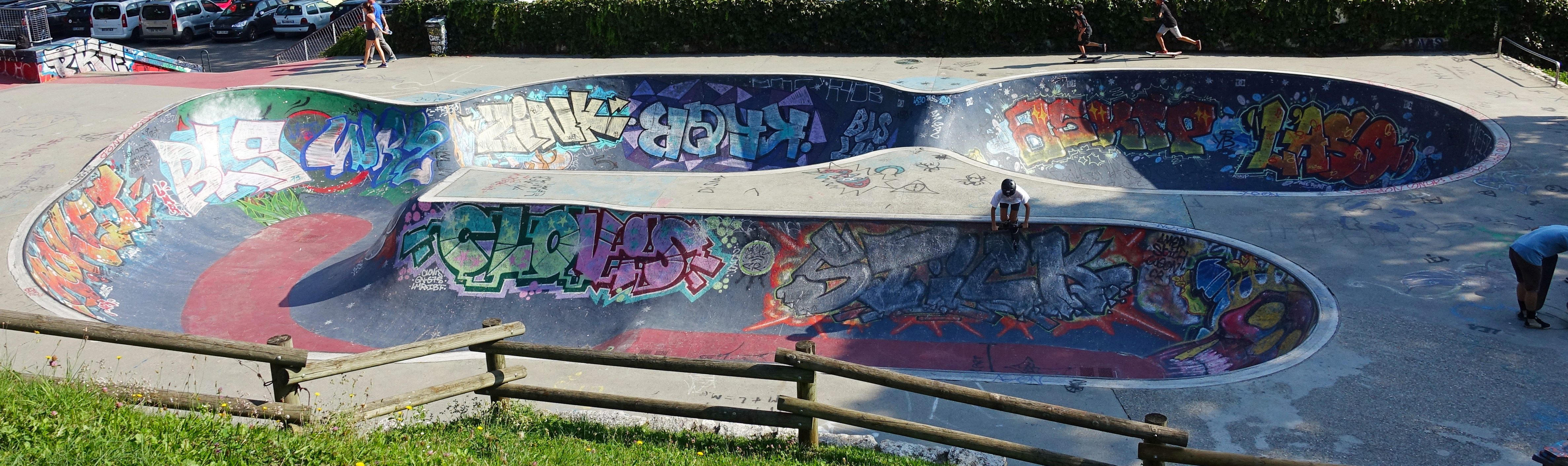
Installation à Annecy,
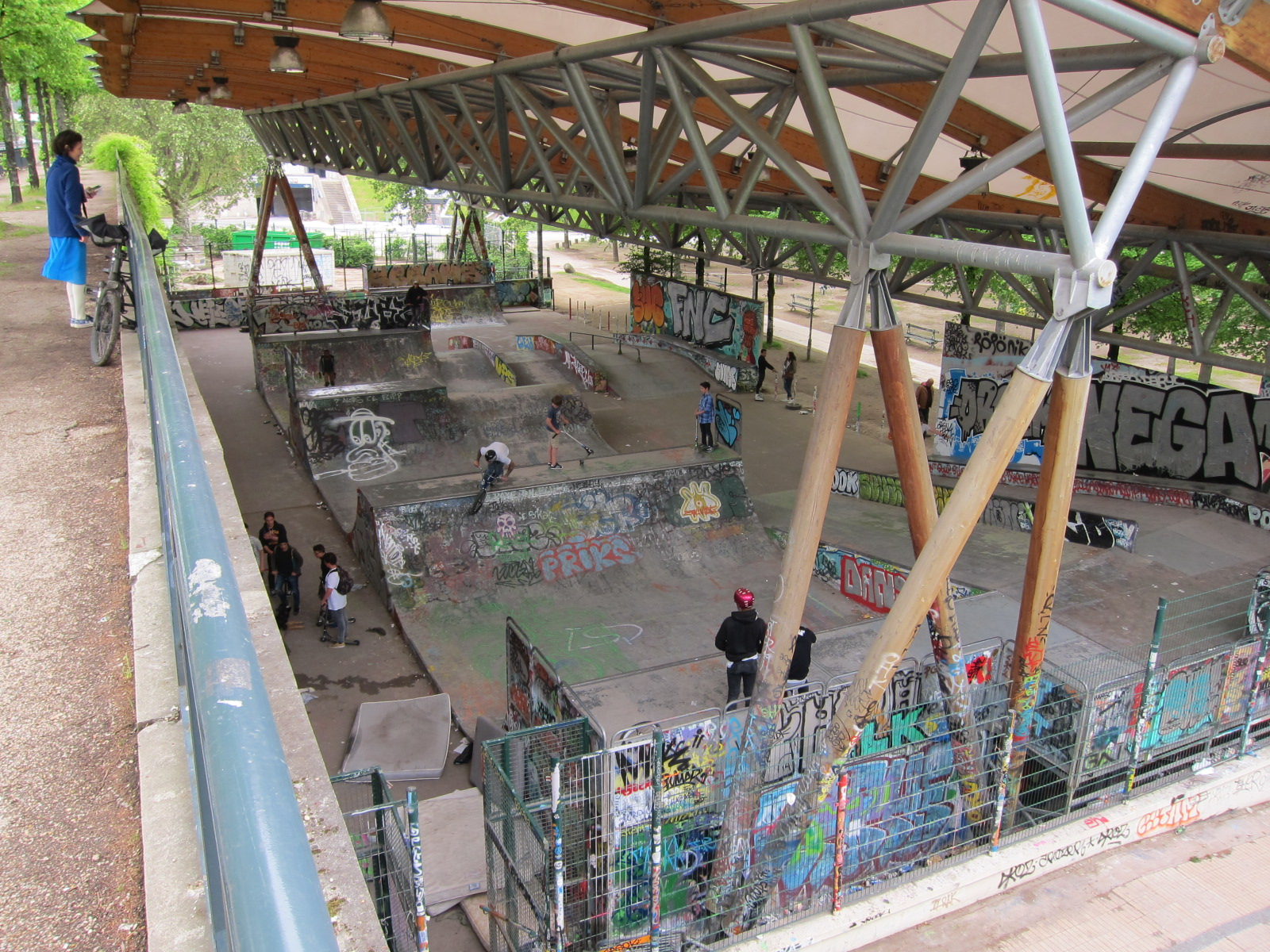
Bercy,
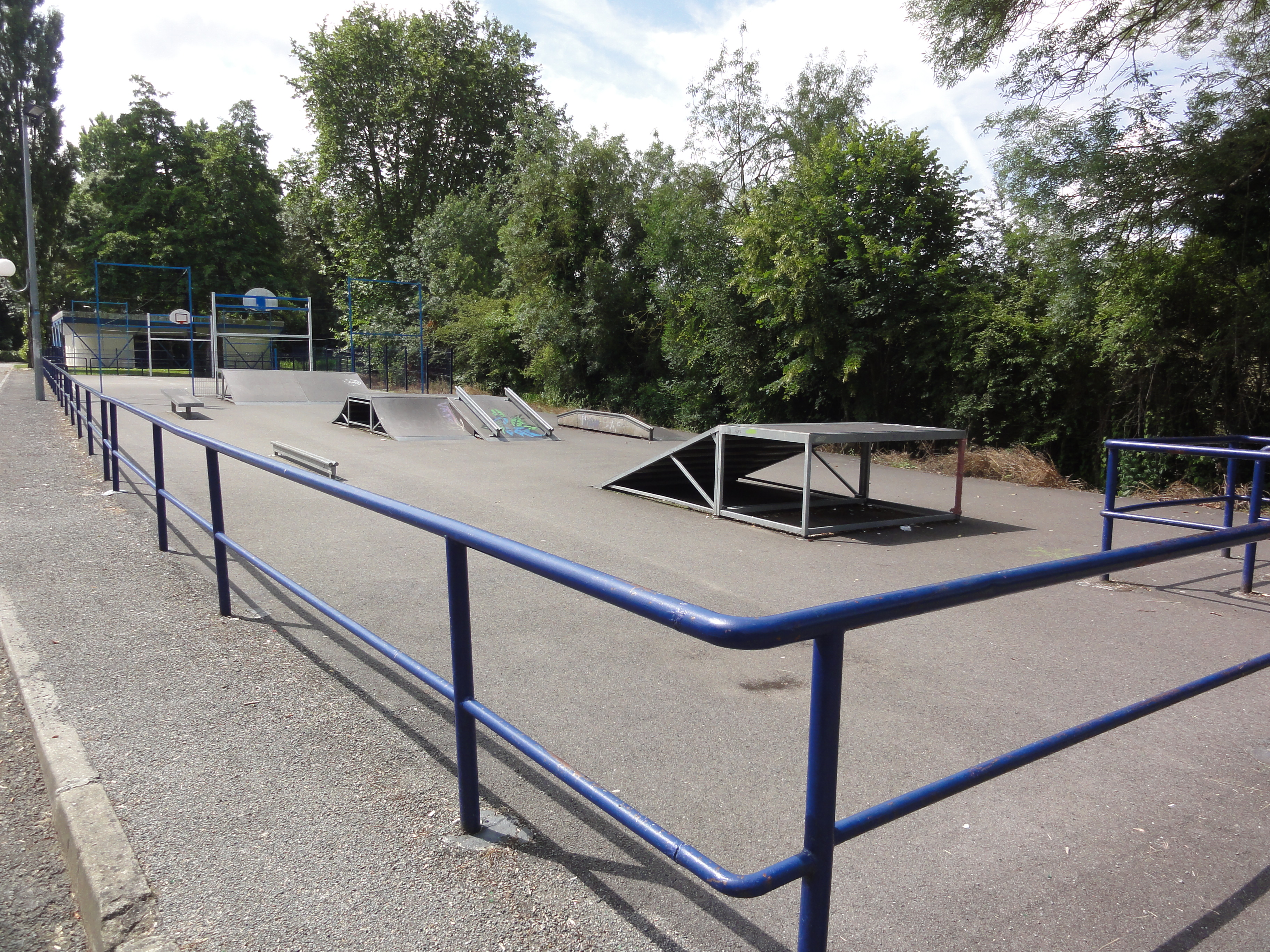
Pons ou
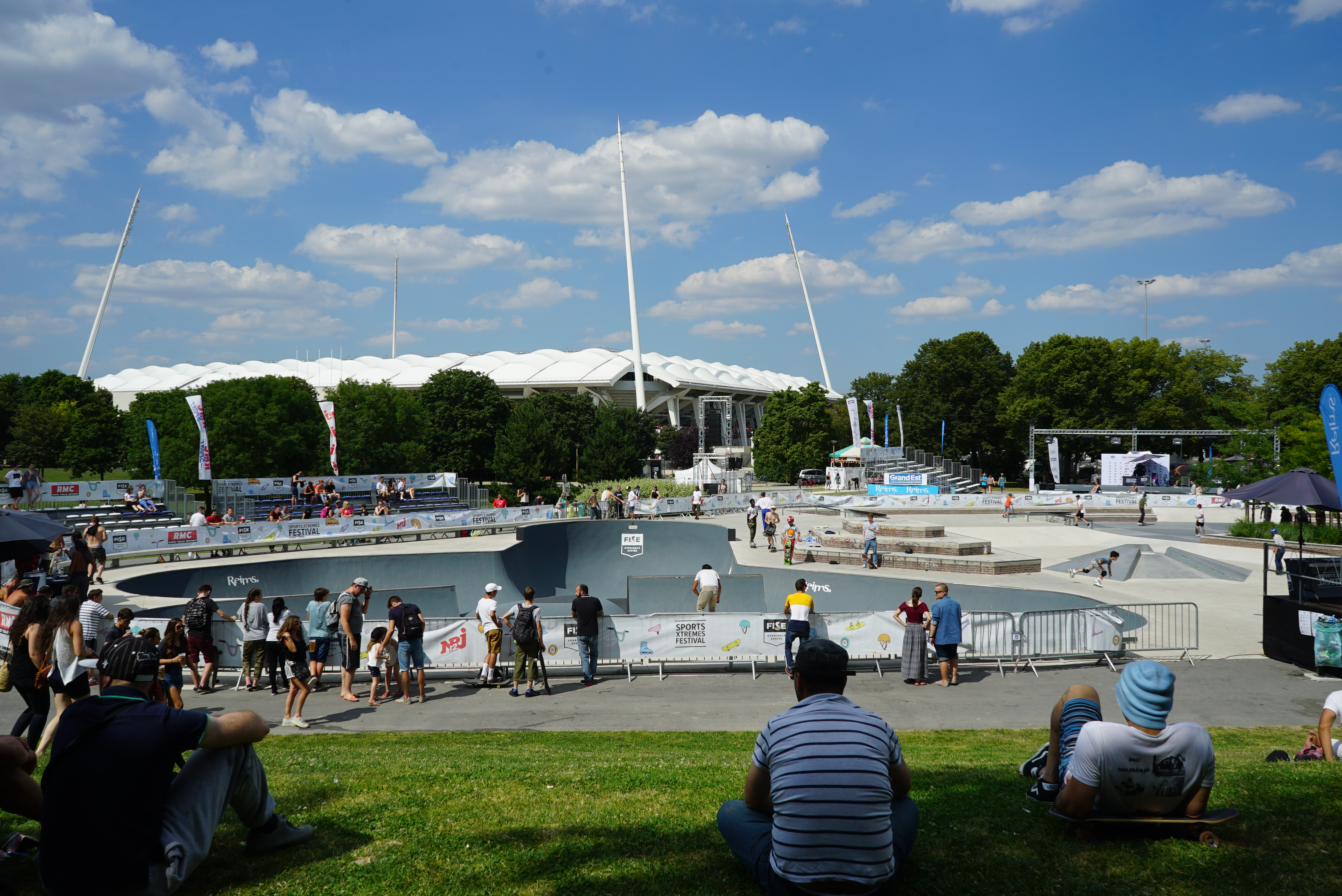
Reims.

## Compétitions

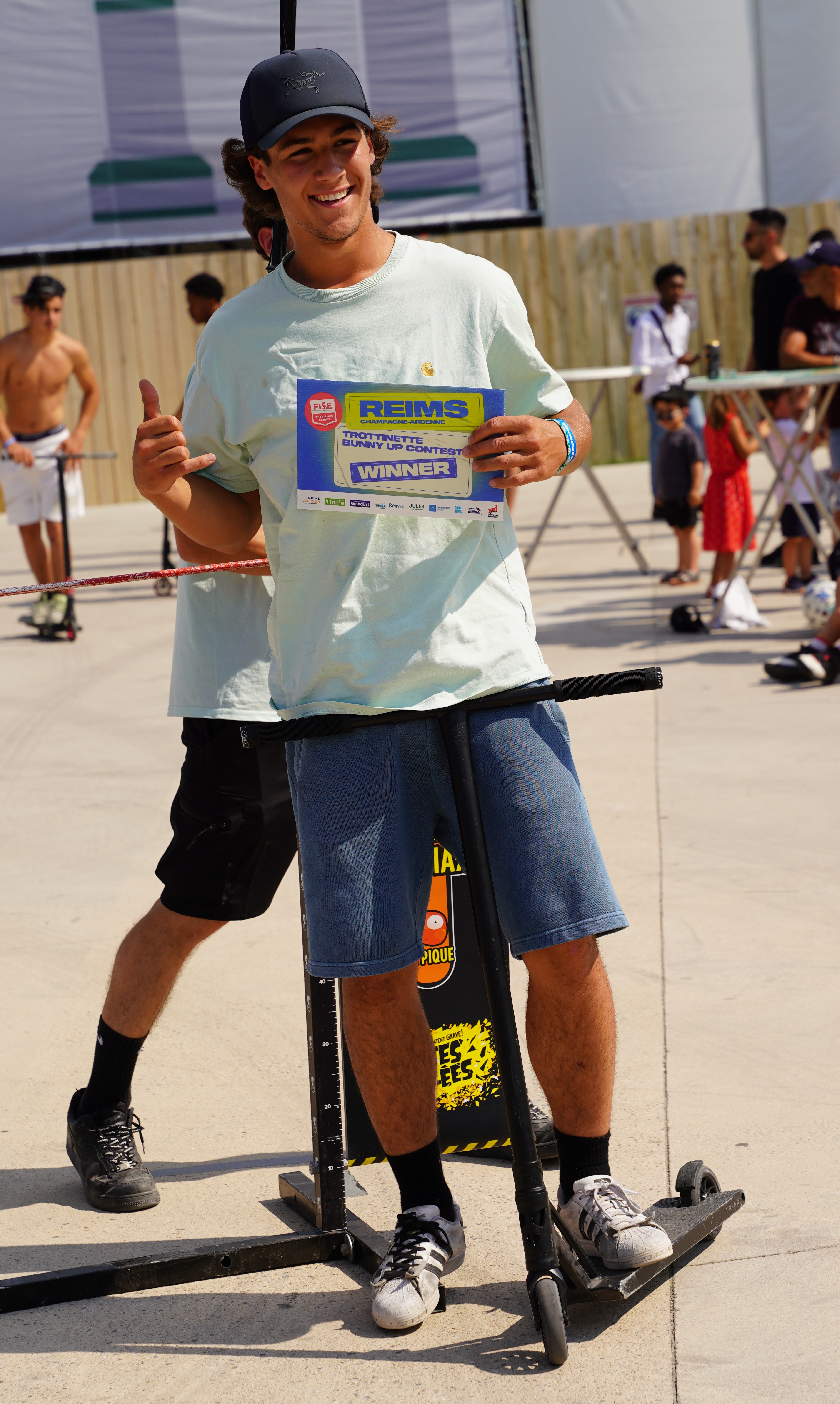
Compétition de saut en hauteur.

Les compétitions sont appelées « contests ». Ce sont des événements réunissant de nombreux riders s'affrontant durant l'événement. Même si les prix peuvent atteindre des sommes élevées, l'ambiance y est toujours conviviale, même entre adversaires,. La plupart des contests se déroulent selon le schéma suivant : 
- Qualification : Tous les riders inscrits ont à disposition un temps limité pour impressionner le jury, qui décidera ensuite de qui accède à la finale. Les riders passent par groupe de 1, 2 ou 3 selon les contests.
- Finale : Les riders qualifiés passent tour à tour individuellement devant le jury. À la fin, le rider ayant obtenu le plus de points remporte le contest.

Une autre forme de compétition est le Best Tricks. Lors de celui-ci, n'importe qui peut rider dans la zone indiquée, pendant une durée plus longue, allant de quelques dizaines de minutes à plusieurs heures. À la fin du temps, la meilleure figure remporte le contest, elle est désignée par un jury, même si le public a une forte influence sur le jury, en exprimant son enthousiasme pour une figure ou une autre.
Les contests les plus connus sont les suivants :  
- Contest de Montreux (le premier en 2005)[21]
- FISE Montpellier[2],[22]
- CDK in Fest, Lyon[2]
- Trottirama, Nantes[3]
- ISA, Barcelone[23]
- Urban World Series, Barcelone[24]
- Nitro Circus[25]
- NL Contest, Strasbourg